# Еврейский воинский союз

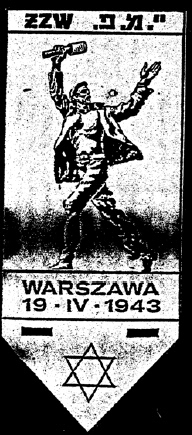
Нарукавная нашивка Еврейского воинского союза

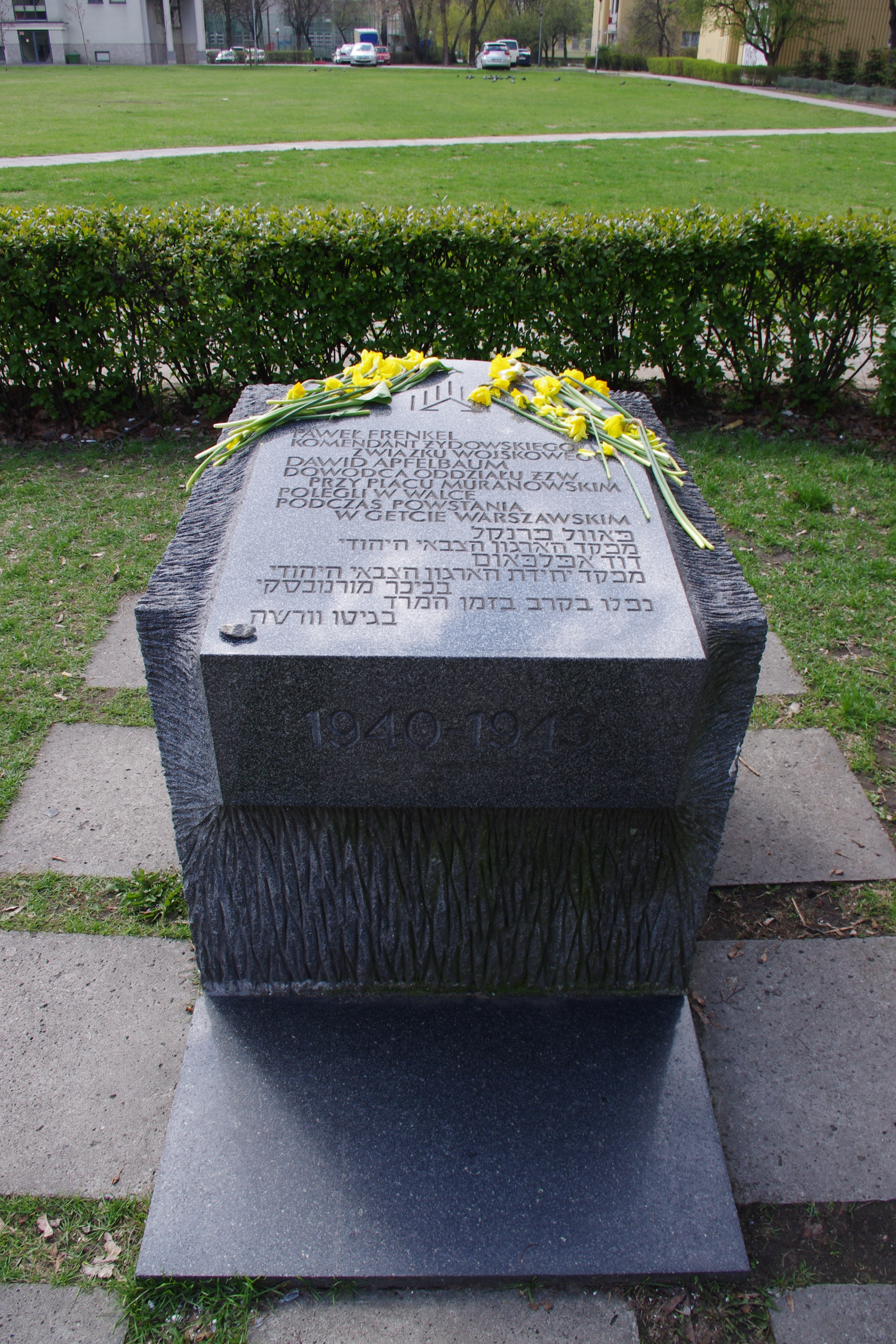
Памятный камень в честь командиров Еврейского воинского союза Павла Френкеля и Давида Апфельбаума, ул. Заменгофа, Варшава, Польша

Евре́йский во́инский сою́з (пол. Żydowski Związek Wojskowy, ŻZW, идиш ייִדישער מיליטערישער פֿאַרבאַנד — ייִ.מ.פֿ‎) — подпольная вооружённая организация еврейского сопротивления в Польше во время II Мировой войны. На начальном этапе состоял, в отличие от Еврейской боевой организации, из военнослужащих Войска польского и поддерживалась еврейскими правыми организациями.

## История
В ноябре 1939 года в Варшаве в госпитале святого Станислава на улице Вольской, 37 состоялось первое собрание бывших военнослужащих Войска Польского еврейского происхождения. На этом собрании присутствовали Иосиф Цельмайстер, Калмен Мендельсон, Мечислав Эттингер, Павел Френкель, Леон Радаль и Давид Вдовиньский, которые решили организовать еврейскую подпольную боевую организацию для борьбы с немецким нацизмом. В декабре 1939 года такая организация под первоначальным названием «Свит» («Свет») была создана (в 1942 году преобразовалась в «Еврейский воинский союз»). В отличие от Еврейской боевой организации, которую поддерживали левые еврейские организации, Еврейский воинский союз, большая часть членов которого были сионистами-ревизионистами, стал искать связи с правыми сионистскими организациями.
Еврейский воинский союз с самого начала поддерживал связи с польским подпольем, особенно с Союзом вооружённой борьбы. На первом этапе своего существования организацией были основаны отделения в Люблине, Кракове, Львове, Станиславове и Варшаве. Организацией были также сформированы отдельные отряды на территории оккупированной Франции. До 1942 года в ряды Еврейского воинского союза входило 320 бойцов, которые были разделены на два больших отряда. В 1943 году в организацию стали вступать добровольцы и, по неподтверждённым данным, в этот год численность организации достигла 1000 человек (согласно другим источникам, общая численность бойцов всех организаций составляла около 1000 человек).
Перед началом восстания в Варшавском гетто Еврейский воинский союз наладил постоянные связи с Еврейской боевой организацией. Во время восстания Еврейский воинский союз проделал тоннель в гетто, чтобы снабжать восставших вооружением и информацией. Во время восстания около 150 бойцов Еврейского воинского союза приняли сражение на Мурановской площади, где отражали атаки противника с 19 по 22 апреля.
Большинство участников движения погибли во время восстания (ни один из руководителей организации, кроме Давида Вдовинского, не остался в живых), а выжившие — после его подавления. После боёв в гетто и провала подпольного убежища на Гжибовской, в живых осталось 8 бойцов ЕВС и 2 связные (Эмилька Косовер и Жута Хартман). Один солдат ЕВС был освобождён из Генсиувки во время восстания 1944 года, и погиб в августе 1944. Давид Вдовиньский и ещё несколько бойцов сумели добраться до армии Андерса в Италии.

## Структура
Еврейский боевой союз состоял из отделов, отвечающих за определённые области:
- Информационный отдел;
- Организационный отдел;
- Отдел квартирного размещения;
- Финансовый отдел;
- Отдел связи;
- Медицинский отдел;
- Юридический отдел — занимался ликвидацией евреев-коллаборационистов;
- Отдел спасения — занимался переправкой детей из гетто;
- Технический отдел;
- Отдел транспорта и доставки;
- Военный отдел.